# جينو هايز
جينو هايز (بالإنجليزية: Geno Hayes)‏ هو لاعب كرة قدم أمريكية أمريكي، ولد في 10 أغسطس 1987 في غرينفيل في الولايات المتحدة.

## وصلات خارجية
- جينو هايز على موقع مرجع كرة القدم المحترفة.كوم (الإنجليزية)